# Espérance (sainte)
Pour les articles homonymes, voir Espérance.

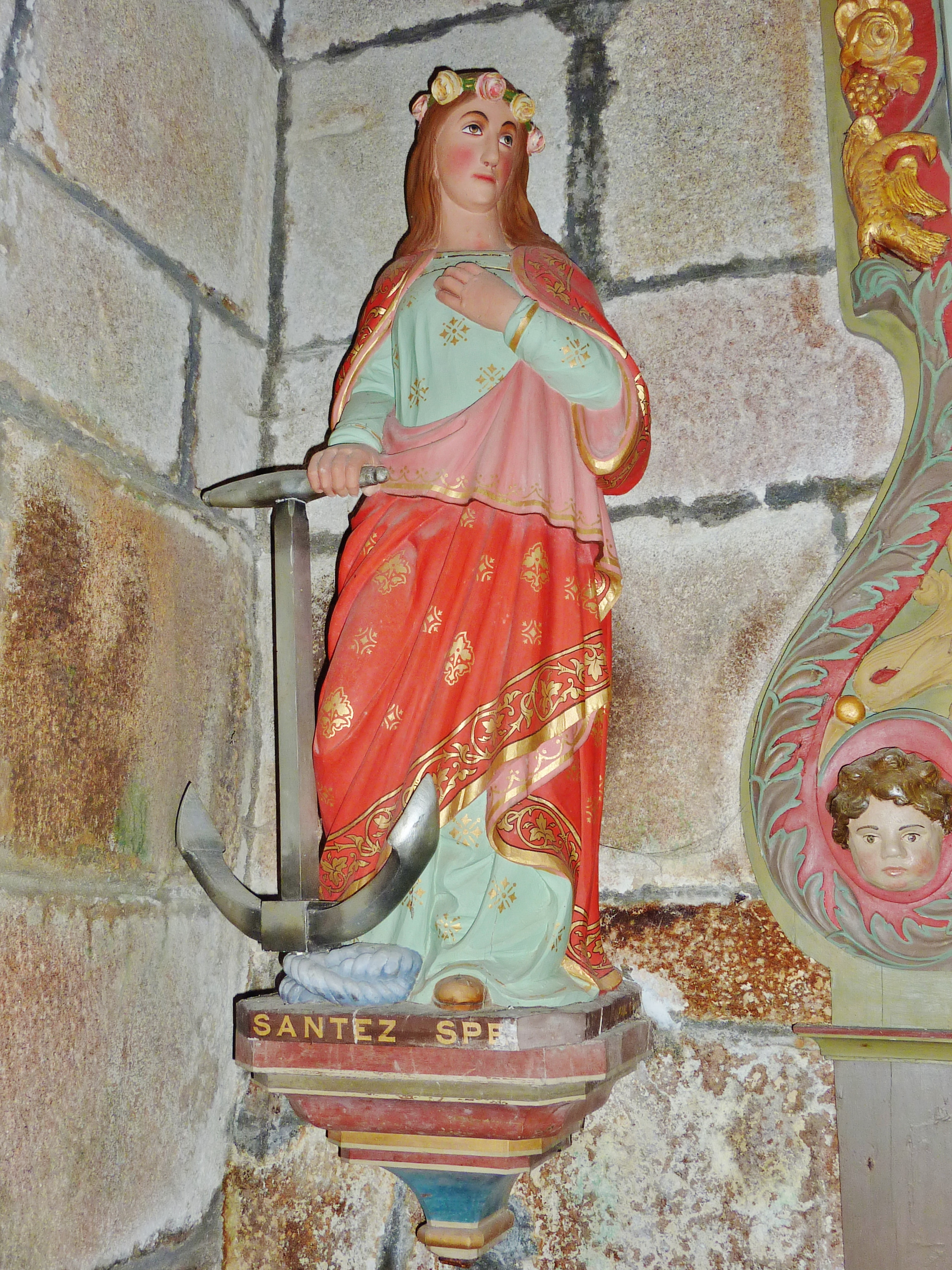
Statue de sainte Espérance, église de Beuzec-Cap-Sizun (Finistère).

Selon l'hagiographie, sainte Espérance ou Nadège (en russe : Nadejda) est une enfant martyre chrétienne du IIe siècle qui est appelée en grec Elpis. Elle était la fille de sainte Sophie de Rome, et la sœur de Pistis (Foi) et d'Agapè (Charité), les noms des trois vertus théologales.
Autrefois célébrée le 1er août avec ses sœurs, suivant leur inscription dans le Martyrologe romain, elles ont été retirées du calendrier liturgique officiel, mais leur culte est toujours pratiqué, notamment en Europe de l'Est et en Russie. 

## Hagiographie
Espérance fut élevée, avec ses deux sœurs, dans la religion du Christ et la crainte de Dieu. Pratiquantes engagées à Rome, elles furent arrêtées vers 137 par les troupes de l'empereur Hadrien, aux oreilles duquel était parvenue la renommée de leur piété et de leur vertu. Émerveillé par la noblesse naturelle qui émanait des enfants, l'empereur voulut les adopter, mais elles et leur mère refusèrent. Stupéfait de constater leur fermeté dans la foi malgré leur jeune âge, il fit comparaître les filles séparément, pensant que c'était par émulation mutuelle qu'elles osaient ainsi lui tenir tête. Rendu furieux par leurs résistances et leur refus de renoncer à la foi chrétienne, l’empereur décida de les réunir, mais au lieu d'obtempérer, elles préférèrent prier, se tenir la main, et chanter un Alléluia à la gloire du Christ. Sur ce, il décida de les mettre à mort. Sophie continua d'encourager ses trois filles durant leur supplice.
Espérance, âgée de dix ans, fut flagellée puis jetée dans une fournaise ardente qui s'éteignit à son contact, tant l'amour de Dieu qui était en elle était plus brûlant que toute flamme sensible. Après d'autres inutiles tortures, elle mourut par le glaive, en rendant grâce à Dieu. Sophie encouragea ses trois filles durant leur supplice, avant de mourir trois jours plus tard auprès de leurs sépultures.

## Culte

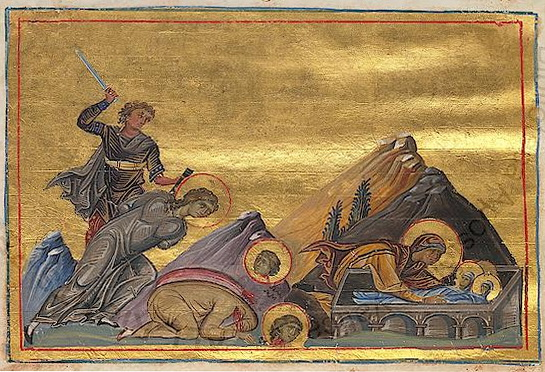
Le martyrs des filles de sainte Sophie d'après le Ménologe de Basile II.

Leurs tombeaux ont d'abord été placés dans une crypte sous l'église érigée par la suite en l'honneur de saint Pancrace. Ce lieu fut longtemps considéré par les pèlerins, comme en témoignent divers documents du VIIe siècle, tels qu'un Itinerarium (ou guide des lieux saints de Rome compilé à l'usage des pèlerins) encore conservé à Salzbourg. Une liste se trouve également dans les archives de la cathédrale de Monza qui rapporte des huiles recueillies sur les tombes des martyrs et envoyées à la reine Théodelinde à l'époque de Grégoire le Grand, etc.
Victor Saxer (2000) note que les premiers chrétiens, à partir du IVe siècle, ont en effet souvent pris au baptême des noms évocateurs des vertus chrétiennes, et Sophie, Espérance et Charité sont attestés comme noms de femmes dans les inscriptions des catacombes. La vénération des trois saintes nommées pour les trois vertus théologales est probablement apparue au VIe siècle sur la base de telles inscriptions.

## Extraits de prières roumaines
« Réjouis-toi, Sophia, car ton nom signifie sagesse et c'est avec sagesse que tu as élevé tes filles ; réjouis-toi, Sophia, qui conduit les mères fidèles à la sage éducation de leurs enfants ;  réjouis-toi, toi qui nous apprends à chercher le Seigneur et qui rends nos âmes vivantes. Réjouissez-vous, Pistis, Elpis et Agapis, avec Sophie, votre très sage mère. Les vertus de vos noms, vous les avez montrées par vos actes dans vos dévotions ;  réjouissez-vous,  comme trois fleurs qui s'épanouissent sur une seule branche féconde. Réjouissez-vous, vous qui nous fortifiez dans les vertus de la foi, de l'espérance et de la charité. Réjouissez-vous, graines de vertus, qui abreuvez nos âmes d'une boisson vivifiante.

Réjouis-toi Elpis, qui par la foi, dans le tourbillon de l'affliction, atténues nos peines et de ta main droite nous montre celles d'en haut ;

Réjouis-toi Elpis, car tu as mis ton espérance dans le Christ ;
  
Réjouis-toi, car tu as fortifié tes sœurs par une espérance inlassable ;

Je te salue Elpis, tu animes nos cœurs de la douceur de l'espoir ;
  
Je te salue, toi qui nous sors du tourbillon de la désespérance ;

Réjouis-toi, car tu as enduré tes tourments sans murmurer, en silence ;

Réjouis-toi, car toi aussi tu nous as donné la patience ;

Réjouis-toi, car tu as élevé la louange de Dieu dans la fournaise de feu ;

Réjouis-toi, car tu nous apprends dans nos souffrances à louer Dieu ;

Réjouis-toi, car de tes blessures est sorti un parfum doux et bon ;

Réjouis-toi, car tu as gardé une espérance inébranlable dans le Seigneur Jésus inchangé ;

Réjouis-toi, car tu as détruit le désespoir et la faiblesse de nos cœurs ;

Réjouis-toi, car à nous qui sommes accablés par les soucis terrestres, tu nous révèles la paix éternelle ;

Je te salue, Elpis, notre réconfort et notre fuite dans la détresse ;
 
Réjouis-toi, qui comme une fontaine de guérisons, porteuse de la soif des âmes douloureuses, l'étanche ».